# Nivelles
Nivelles (en neerlandès Nijvel, en való Nivele) és una ciutat belga a la província del Brabant Való en la regió de Valònia. El municipi inclou les viles de Baulers, Bornival, Thines i Monstreux. Forma part de la Comunitat Francesa de Bèlgica.

## Història

### Orígens
Des del 4000 aC l'àrea boscosa va ser transformada pels colons provinents del Danubi en terra agrícola. Gran part d'aquesta civilització va ser arrasada pels romans durant el segle i aC. Més tard, al segle iii, els germànics ho destruïren quasi tot. Al segle vii, el territori era part del regne franc d'Austràsia, el majordom de palau Pipí de Landen, reconstruí la vil·la romana en un terreny de més de 7.800 hectàrees.
En morir Pipí, el 640, el bisbe Amand de Maastricht, va convèncer la vídua de Pipí, Itta, de construir a Nivelles una abadia. La filla d'Itta, Gertrudis, esdevingué la primera abadessa del monestir i va ser venerada com a santa després de morir. L'arribada massiva de pelegrins va comportar la construcció d'una església encara més gran, que va culminar en l'estructura romànica d'avui en dia. La dedicació de l'església va ser el 1046 en presència de Wazo, príncep-bisbe de Lieja, i Enric III, emperador del Sacre Imperi Romanogermànic. Aquesta va ser l'època daurada del monestir de Nivelles, que comprenia territoris tan llunyans com Frísia, el riu Mosela i el Rin.

### Delseglexiiial 1830
Al segle xiii, Nivelles, que va créixer al voltant de l'església, va ser integrada al Ducat de Brabant. La població era en gran part composta per artesans i membres dels gremis, els quals no s'arronsaven en plantar cara al clergat i la noblesa per obtenir els seus drets. Els foren finalment atorgats per Joana, Duquessa de Brabant, al segle xiv. El 1647, un important alçament dels manufacturers de fil va acabar amb la marxa de molts emprenedors al Regne de França, això provocà una davallada en l'economia de la ciutat. Les guerres del segle xvii entre França i els Països Baixos espanyols empitjoraren la situació de la ciutat, com que Nivelles va ser assetjada i ocupada en diverses ocasions. Els règims austríac i francès del segle xviii portaren reformes administratives i religioses a la ciutat.

### Del 1830 a l'actualitat
El 1830, Nivelles va ser una de les primeres ciutats a enviar tropes patriòtiques a Brussel·les per lluitar en la Revolució belga. Els anys següents veieren créixer la indústria pesant (metalúrgica i ferroviària). Durant la Primera Guerra Mundial la ciutat va ser malmesa, però fou en la Segona Guerra Mundial quan Nivelles patí estralls seriosos: el 14 de maig de 1940 tot el centre de la ciutat va ser destruït, restant dempeus només els murs de l'església col·legiata. La reconstrucció de l'església de Santa Gertrudis acabà el 1984.

## Llocs d'interés

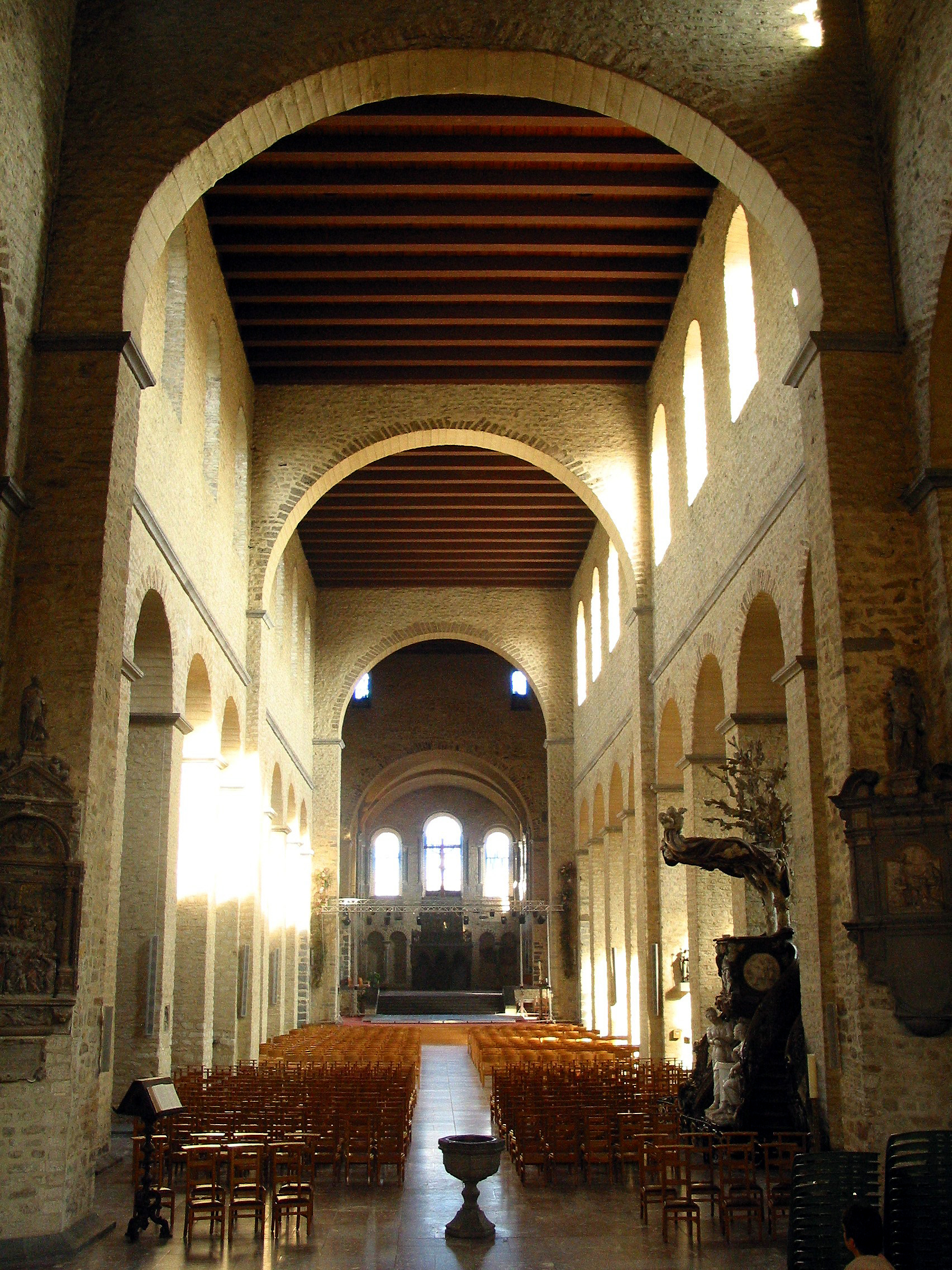
Nau de Santa Gertrudis

- L'església col·legiata de Santa Gertrudis de Nivelles, patrona de la ciutat, fou construïda entre els segles xi i xiii i és un dels millors exemples de l'estil romànic de Bèlgica. Ha sigut classificada com un dels majors patrimonis d'Europa. Assota s'han robat tombes d'època merovíngia (segle VII) i carolíngia (segle ix), nogensmenys, sa cripta romànica és una de les més grans d'aquesta mena a tot Europa.[7]
- El rellotge d'autòmats de 2m (en francés, jacquemart) en una de les torres és coneguda pels vilatans com a Jean de Nivelles, data del 1400, si fa no fa.
- El convent dels recollets i la seua església data del segle xvi.

## Cultura popular

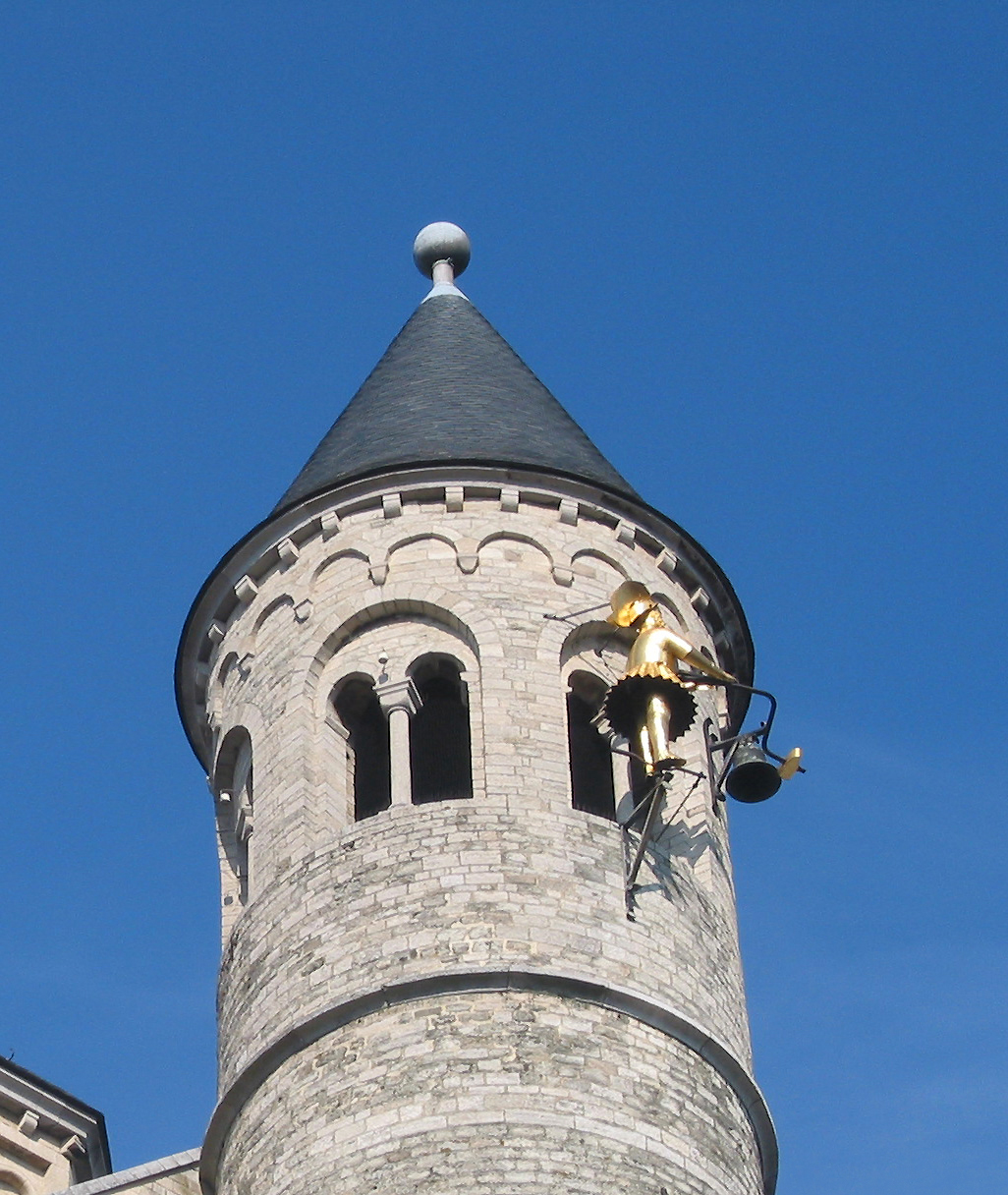
Jean de Nivelles

- A Nivelles hi ha gegants que desfilen pels carrers en les festes d'agost. Un d'ells, Goliat, és del 1365. La família de Goliat (marit, muller i fill) és acompanyada per animals gegants (un lleó, un camell, un unicorn i un drac).[8]
- Des del segle xiii, s'hi celebra anualment la processó de Santa Gertrudis de Nivelles.
- Carnestoltes, però, és més recent, del segle xix, a mitjan març. Com a Binche, el carnestoltes de Nivelles inclou els famosos Gilles.[9]
- L'especialitat gastronòmica local és la tarte al d'jote, una mena de quiche que inclou molt de formatge, ceba, verdures, ous i mantega.[10]
- Nivelles també és coneguda pel seu carilló de 49 campanes.

## Personatges famosos
- Pipí de Landen, majordom de palau d'Austràsia sota la Dinastia merovíngia al segle vii.
- Gertrudis de Nivelles, santa, filla de Pipí i abadessa del monestir de Nivelles (626-659)
- Jan Lupi, va ser organista en aquesta vila i, fou un compositor famós.

## Esports
El 1972 i el 1974, el Gran Premi de Bèlgica de la Fórmula 1 es va celebrar al circuit Nivelles-Baulers. En ambdues temporades hi va vèncer Emerson Fittipaldi. El circuit va fer fallida el 1975 es fa transformar en polígon industrial.
El setembre de 2007 Nivelles hostatja el VII Campionat d'Europa de frontó internacional, llargues i joc internacional.

## Ciutats agermanades
- França: Saintes